# Session irlandaise
 (juillet 2024).
La mise en forme du texte ne suit pas les recommandations de Wikipédia : il faut le « wikifier ».
Les points d'amélioration suivants sont les cas les plus fréquents. Le détail des points à revoir est peut-être précisé sur la page de discussion.
- Les titres sont pré-formatés par le logiciel. Ils ne sont ni en capitales, ni en gras.
- Le texte ne doit pas être écrit en capitales (les noms de famille non plus), ni en gras, ni en italique, ni en « petit »…
- Le gras n'est utilisé que pour surligner le titre de l'article dans l'introduction, une seule fois.
- L'italique est rarement utilisé : mots en langue étrangère, titres d'œuvres, noms de bateaux, etc.
- Les citations ne sont pas en italique mais en corps de texte normal. Elles sont entourées par des guillemets français : « et ».
- Les listes à puces sont à éviter, des paragraphes rédigés étant largement préférés. Les tableaux sont à réserver à la présentation de données structurées (résultats, etc.).
- Les appels de note de bas de page (petits chiffres en exposant, introduits par l'outil «  Source ») sont à placer entre la fin de phrase et le point final[comme ça].
- Les liens internes (vers d'autres articles de Wikipédia) sont à choisir avec parcimonie. Créez des liens vers des articles approfondissant le sujet. Les termes génériques sans rapport avec le sujet sont à éviter, ainsi que les répétitions de liens vers un même terme.
- Les liens externes sont à placer uniquement dans une section « Liens externes », à la fin de l'article. Ces liens sont à choisir avec parcimonie suivant les règles définies. Si un lien sert de source à l'article, son insertion dans le texte est à faire par les notes de bas de page.
- La présentation des références doit suivre les conventions bibliographiques. Il est recommandé d'utiliser les modèles {{Ouvrage}}, {{Chapitre}}, {{Article}}, {{Lien web}} et/ou {{Bibliographie}}. Le mode d'édition visuel peut mettre en forme automatiquement les références.
- Insérer une infobox (cadre d'informations à droite) n'est pas obligatoire pour parachever la mise en page.

Pour une aide détaillée, merci de consulter Aide:Wikification.
Si vous pensez que ces points ont été résolus, vous pouvez retirer ce bandeau et améliorer la mise en forme d'un autre article.

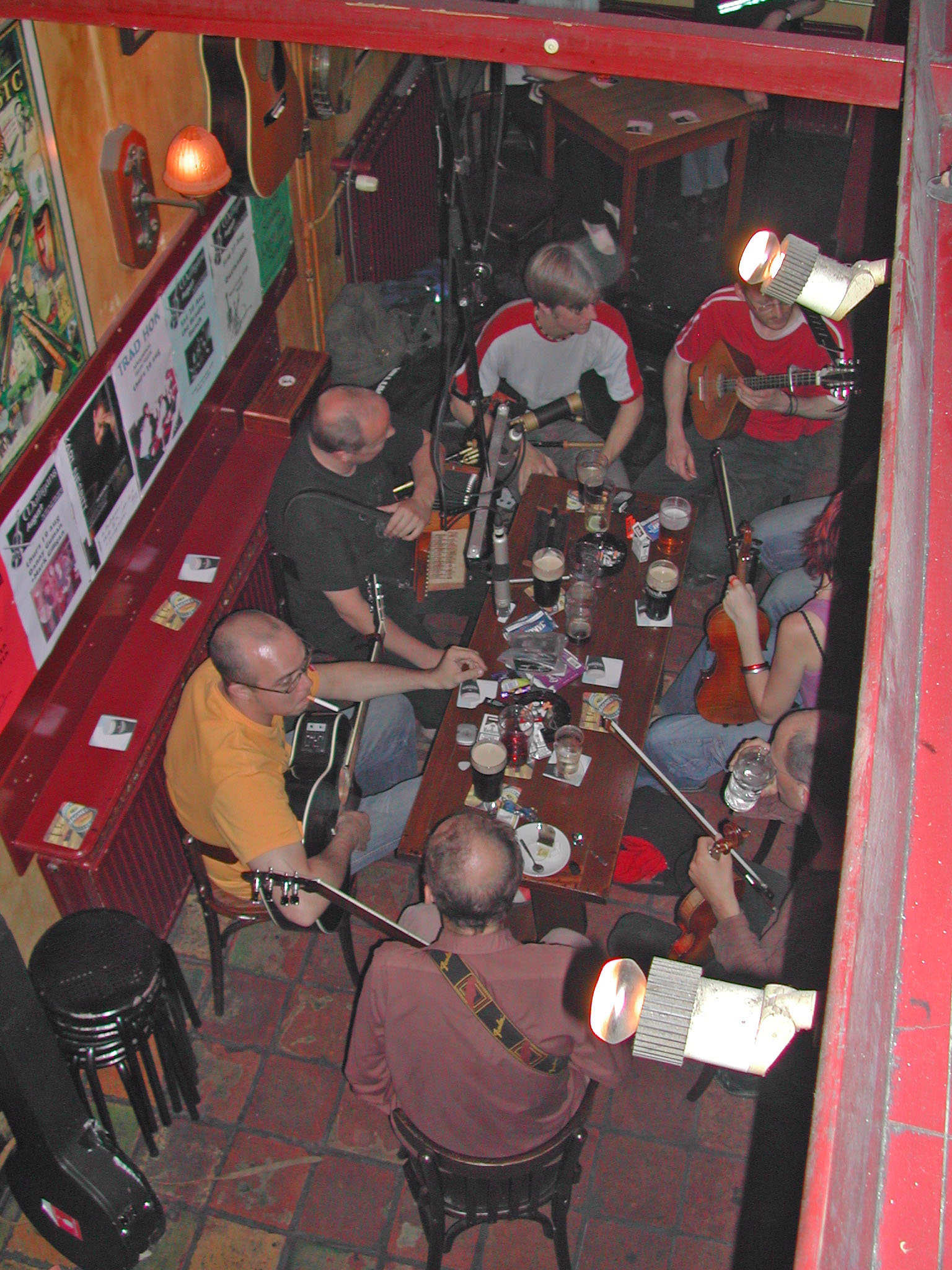
Session irlandaise

Une session irlandaise ou session de musique traditionnelle irlandaise est une réunion de musiciens, plus ou moins informelle, pour converser et jouer de la musique traditionnelle irlandaise. 

## Introduction et préambule
Il convient, avant toute définition convenable de ce que seraient la ou les sessions, d’en définir géographiquement la tenue; statistiquement, ce pourra souvent dresser en de grandes lignes les possibles enjeux, voire les éventuelles règles, tacites ou non, imposées de manière unilatérale ou non, qui pourraient y prévaloir.
1. Session en Irlande : elles peuvent comporter un aspect identitaire important, de par l’histoire parfois douloureuse de ce pays. Le risque de disparition de cette culture musicale ayant été, par deux fois au moins, réel, on peut comprendre le comportement de celles et ceux qui, dans leur passé irlandais familial voire personnel, ont dû résister voire être actifs pour que subsiste cette merveilleuse tradition. Ainsi, mais c’est peut-être une vision romantique, le traditionnel moment de silence et la gorgée de bière suivant un set pourrait être perçu comme une évocation du souvenir des personnes ayant permis cette transmission. La « kitchen session » a, à une certaine époque, été le lieu de prédilection de la transmission des mélodies et autres chants (la pratique en milieu public comportant un certain risque, voire l’article sur  le « lilting »). Il est à noter que, de nos jours, la musique traditionnelle irlandaise ne court aucun risque de disparition et que les moyens technologiques font maintenant office de vecteur principal de transmission.
2. Session en Amérique du Nord : du fait de l'importante diaspora irlandaise présente dans cette partie du monde, la session peut revêtir là aussi les caractéristiques identitaires des sessions traditionnelles ayant lieu en Irlande. Par ailleurs, une partie importante du collectage des mélodies (O’Neill par exemple) a eu lieu sur sol américain, assurant ainsi la « survie » de cette tradition, cette « survie » étant par ailleurs fort redevable du fait de pouvoir écrire la musique.
3. Session ailleurs dans le monde : les sessions organisées par ou pour des membres de la diaspora irlandaise exceptées, elles sont souvent organisées par des passionnées de musique traditionnelle irlandaise.

La session a souvent lieu dans un pub, ou chez quelqu'un, dehors...  Les musiciens ne se connaissent pas forcément entre eux. Ils partagent un répertoire commun de mélodies traditionnelles irlandaises, connues par cœur. Chacun peut tour à tour lancer une mélodie ou une suite de mélodies. Ce n'est pas un concert, ce n'est pas une répétition, ce n'est pas une jam ou un bœuf. Il n'y a pas du tout d'improvisation au sens de la jam ou du bœuf.
En général, les mélodies sont jouées par série de trois : un set. Le musicien qui lance le premier morceau du set propose également les morceaux suivants. Les autres participants jouent avec lui s'ils connaissent les airs ou en profitent pour accroitre leur répertoire : en effet, chaque morceau est en général constitué de deux parties qui seront répétées trois fois. Ainsi, l'apprentissage et la transmission se fait d'oreille. L'improvisation réside dans le choix des airs enchaînés. Il existe aussi de nombreux sets, dits classiques, qui sont presque toujours joués dans un ordre précis.
La session se caractérise également souvent par le fait que les musiciens ne sont pas nécessairement installés sur une scène. La plupart du temps, ils sont assis à une table comme les autres consommateurs et discutent entre eux entre les morceaux. En général, sauf dans les pubs vraiment généreux, ils doivent payer eux-mêmes leurs consommations. Si vous appréciez la musique qui vous est offerte, ils apprécieront tout autant la bière que vous pourriez avoir envie de leur offrir. 
D'après le musicologue Breandan Breathnach, cette forme de mise en commun n'est pas nécessairement "traditionnelle", au sens où la musique irlandaise a longtemps reposé sur l'intervention exclusive d'instruments solistes non accompagnés.

## Niveaux
On peut qualifier les sessions en 3 niveaux pour aider la compréhension. Cependant toutes les combinaisons sont possibles.

### Slow session
C'est une réunion de débutant, parfois avec un meneur qui connait plus et renforce le jeu pas encore affirmé. On apprend et on joue d'oreille, mais on peut y voir quelques partitions. Les allures sont délibérément très lentes. Le but est l'apprentissage. La prise de parole peut être un peu formalisée : chacun son tour, ou pas. Le lieu est souvent moins public qu'un pub : maison privée ou salle moins fréquentée.

### Intermédiaire
Des amis réguliers se retrouvent. Ils jouent depuis plusieurs années ensemble. Un fond commun et habituel de mélodies existe. Les allures sont variées, de lentes à modérées. Les transitions sont correctes. Un débutant pourra se joindre sur les airs qu'il connait. La plupart des participants connaissent l’existence de l'étiquette. On y voit parfois des partitions.

### Experte
Répertoire immense. Airs rares et/ou compliqués. Cadences absolument respectées. Maîtrise excellente des mélodies. Transitions entre airs parfaites. Comportement parfait. Connaissance très avancée de l'étiquette. Allures soutenues ou très soutenues. On n'y voit pas de partitions.
Le classement des sessions peut par ailleurs se faire selon les lieux où elles prennent place, ce qui déterminera la possible autorité qui pourrait s’y exercer.
1. Kitchen session : elle a lieu en milieu privé et n’est évidemment pas publique; quel que soit le niveau des participants, c’est bien entendu la bienséance usuelle qui prévaut. Les participants y sont des invités et peuvent être choisis en fonction de plusieurs critères, par exemple le niveau et la vitesse d’exécution, la capacité à ne jamais jouer rien d’autre que la musique traditionnelle, ou encore pratiquer un instrument culturellement accepté par le propriétaire des lieux. La connaissance de l’étiquette n’a finalement aucune importance; une personne n’ayant pas de savoir-vivre, musical ou autre, n’y sera pas conviée. Elle peut par ailleurs parfaitement avoir lieu ailleurs qu’à la cuisine (salon, voire jardin à la belle saison). Elle rend toute exclusion sauvage impossible, par essence, sauf si vous jetez les tasses par la fenêtre.
2. Animation and maybe touristical session : animée par des musiciens payés pour l’occasion, elle est sous la responsabilité d’un ou de plusieurs des musiciens engagés qui en assurent la continuité et la bonne tenue. Ils respecteront ou ne respecteront pas l’étiquette ci-dessous, en fonction du but (parfois animationnel ou commercial) de la session. La responsabilité finale du tout, et donc une exclusion possible, est du ressort du responsable du lieu, et uniquement de ce dernier.
3. Simple session : rencontre de musiciens de tous niveaux, dans un lieu public et après demande au gérant du lieu. Elle a lieu en général selon un horaire plus ou moins flexible et permet la rencontre de personnes d’horizons différents, de niveaux différents, de cultures et de nationalités différentes, arrivant à des heures différentes. Elle ne comporte absolument aucun leader, ni cercle d’habitués, ni initiés concentriques, ni garant d’une orthodoxie quelconque. Le soi-disant niveau n’y a pas lieu d’être. Aucune pression d’aucune sorte n’y est exercée par quiconque sur quiconque, ni de manière directe ni de manière indirecte, ni sur place ni de manière différée. Elle est un lieu d’accueil, comme l’est le lieu qui l’accueille. La seule autorité y faisant foi est celle, bienveillante, du gérant du lieu et des règlements en vigueur sur le plan légal. Aucune étiquette, fut-elle celle qui prévaudrait dans une hypothétique session « pure et vraie », n’y a cours. Le gérant du lieu, cela va de soi, ne souhaite pas que des clients soient exclus du lieu ou que ce dernier ne devienne synonyme de mauvais souvenirs. La personne qui a pris contact et obtenu l’autorisation n’a bien entendu aucun pouvoir, en particulier sur une quelconque question d’ouverture, même si elle contribue par son engagement à l’existence de moments musicaux pouvant être riches, festifs, inclusifs et conviviaux.

## Ouverture
En sus du niveau qu'il faut savoir percevoir et respecter, on peut ou pas se joindre à une session. Les qualifications suivantes permettent la compréhension, mais sont en fait rarement utilisées.

### Open
La session est annoncée open. Tout musicien quel qu'il soit, connu ou non, s'il souhaite jouer de la musique traditionnelle irlandaise au format session et en respectant l'étiquette, peut se joindre. En général il demande poliment s'il peut le faire. Par politesse et humilité il s'installe plutôt dans le deuxième cercle.

### Semi open
Un noyau de musiciens est engagé formellement, parfois payé, pour assurer la musique. Ce noyau décide si l'événement est open ou sur invitation seulement c'est-à-dire semi open.

### Gig
Pour information, un gig est une performance. Par abus on pourrait être tenté de la qualifier de session, mais ce n'est plus le cas. Seules les personnes engagées jouent, même si parfois elles invitent des musiciens à monter sur scène. On appelle parfois cela un concert.

## Étiquette
Des addenda possibles se trouvent dans la section ci-dessous.
Une session de musique traditionnelle irlandaise est un lieu fragile. L'apparence de gentille anarchie est trompeuse. Elle peut entrainer des impressions d'élitisme ou d'exclusivité chez le non-initié, impressions qui peuvent se voir infirmées ou confirmées par ailleurs. Il suffit en fait d'être un peu éclairé sur certaines règles de comportement. Il est possible d'en mentionner de nombreuses. Cela reste délicat, car chaque sensibilité mettra pas ou peu ou plus d'importance sur tel ou tel point. C'est un sujet inépuisable d'amusement et de discorde. La clé est probablement de commencer par observer, calmement, beaucoup, comment ça se passe. Venez sans instruments et observez. Sur plusieurs mois.
L'étiquette n'est quasiment jamais expliquée ouvertement. Le faire est peut-être ressenti comme hautain. Ou comme inutile car elle est supposée avoir été acquise culturellement grâce à de nombreuses expositions à la session. Cette discrétion complique cependant passablement les choses pour les nouveaux venus dans cette culture. Risquons certaines propositions pour orienter l'approche.
- Si vous n'avez pas envie de lire ce qui suit, remplacez cette lecture par trois mois en Irlande avec présence sans instruments à 2 sessions par semaine. Si, une fois revenu(e) d’Irlande, vous n’avez toujours pas envie de lire ce qui suit, ce n’est pas bien grave, la bienveillance prime en session, en particulier dans un lieu public.
- Si vous ne connaissez pas du tout le principe de la session, commencez par venir plusieurs fois sans instrument. C'est essentiel. Mais si néanmoins vous avez envie de venir avec un instrument, sentez-vous libre; après tout la bienveillance prime.
- Si de passage dans une session, il faut avoir la sensibilité de comprendre où on met les pieds : Est-ce trop fort pour moi, est-ce une session modeste ? Peut-être dois-je laisser ces très confirmés rouler, ou bien laisser ces débutants aller tranquillement. On écoute, on observe, on est sensible à ce qui se passe, on s'adapte, on est sensible à la bienveillance.
- On ne joue pas sur partition mais de mémoire. N'amenez pas de partition en session.  Mais si, néanmoins, vous vous sentez plus à l’aise avec une partition et qu’elle vous permet de jouer, sentez-vous libre de l’amener. Il est important que vous vous sentiez à l’aise, c’est primordial. Inutile d’amener votre lutrin, il y aura une table.
- Il n'y a pas vraiment de leader.
- Entre les suites, il y a un moment de calme pour la discussion, pour laisser la session respirer, pour donner une opportunité à quelqu'un d'autre de lancer un air. Il n'y a pas de course. Le calme c'est : pas de guitare qui "grattouille" sans fin, pas de bodhran qui tape sans fin,  pas de flûte qui trille sans fin, pas de chanteur-euse qui fredonne sans fin, pas de spoons qui claquent sans fin, pas forcément chercher tout de suite l'air suivant sur son instrument. Du calme. Zéro instrument qui joue, pour un moment. C'est essentiel.  Si néanmoins vous jouez un peu sur votre instrument, ce n’est pas bien grave, après tout la bienveillance prime, et elle est essentielle.
- Si vous connaissez peu ou pas, observez beaucoup et ne soyez pas intimidé de poser des questions dans les moments de calme.
- Chacun peut lancer une suite.
- On apprend les airs à la maison. Pas en session. Mais si vous apprenez un air au bureau, ou dans une gare, ce n’est pas bien grave. Même en session cela est possible, donnez simplement l’air que vous savez déjà l’air.
- On essaie toujours de mettre plusieurs airs à la suite.  Si l’essai est infructueux, ce n’est pas grave, un air unique joué avec plaisir sera un plus indéniable pour ce moment de partage humain.
- Si un musicien ne sait pas quoi mettre après un air, il peut simplement poser la question à un autre musicien : "aurais tu une idée pour mettre après ?" Si le musicien interrogé n’a pas d’idée, il est toujours possible de poser la question à un autre musicien.
- Un débutant pourra peut-être jouer au rythme qui lui convient, sans non plus imposer à une session clairement pas à sa portée un rythme inopportun.  Cela dit, comme les musiciens des sessions dites « pas à portée » sont des personnes bienveillantes pour qui la vitesse n’a plus aucune importance, le « débutant » sera accueilli avec bienveillance et encouragé, quel que soit son tempo.
- Un confirmé pourrait proposer de jouer au rythme qui lui convient, mais certainement pas dans une session modeste.
- Il est de bon ton de proposer la parole à une personne timide, ou un débutant, ou de passage, sans pour autant insister lourdement si l'offre est déclinée. Ne jamais oublier que c'est ainsi que tous ont commencé à jouer.  Ce pourrait être le rôle du leader, mais il n’y en a pas vraiment.
- Après avoir lancé une suite, un musicien offrira aux autres l'espace, pour que la parole tourne. Pas de monopolisation. Il n'enchaîne pas invariablement sur un autre de ses tubes.
- Personne - débutant ou confirmé - ne peut imposer de jouer tout son répertoire.  D’ailleurs, de par la bienveillance de la session, personne ne peut imposer quoi que ce soit à personne. De plus, le lieu étant public, personne, gérant légal du lieu excepté, ne peut imposer quoi que ce soit à qui que ce soit, quelle que soit la méthode.
- Si vous êtes totalement nouveau dans cette culture, avec un grandiose niveau de musicien classique, ce dernier vous permet bien sûr de comprendre que vous ne comprenez rien. Donc : Discrétion, sensibilité, patience.  Par ailleurs, quel que soit votre niveau ou votre niveau de compréhension, vous saisirez rapidement que vous êtes simplement dans un groupe humain, avec ses faiblesses et ses grandeurs. Dans cette « culture », la bienveillance prime, l’acceptation des autres cultures également.
- Prendre le temps d'arriver en session. Éviter de s'asseoir et de "balancer". Sentir d'abord comment ça se passe.  Cependant, il est possible de s’asseoir et de « jouer », cela ne posera aucun problème. Ça se passe aussi comme ça.
- Arrivé tardivement, accordez vous un petit peu plus loin, pour ne pas briser le mouvement général. En tout cas discrétion et brièveté sont de bon ton. Autrement : Arrivez à l'heure. Néanmoins, si vous arrivez après les musiciens déjà présents, soyez bien conscient que d’autres pourraient arriver après vous et que, en fait, il n’est pas grave qu’ils s’accordent à proximité.
- Pour lancer un air - ce qui peut être intimidant - soyez très confortable avec celui-ci. vous devez pouvoir le tourner de nombreuses fois correctement. Sachez aussi que vous êtes supposé proposer les suivants du set de 3 airs. Si vous n'avez pas cette assurance, demandez discrètement "Connaitriez-vous cet air ?" et puis peut-être "Je ne sais pas trop quoi mettre après. Une idée ?".  D’autres formules de demande sont naturellement possibles. Il est inutile d’apprendre par coeur ces deux phrases.
- L'accordage se fait parcimonieusement. Si vraiment vous avez besoin de le faire longuement, agissez à l'écart. Un accordage long au milieu du cercle est irritant : Cela empêche les discussions, empêche potentiellement une proposition de set. Cependant, un accordage n’a jamais réellement empêché qui que ce soit de parler ou de proposer un set. Accordez-vous, souriez, on vous rendra votre sourire.
- Si un musicien commence à une vitesse donnée, les autres musiciens suivent ce rythme : Pas d'accélération, pas de ralentissement.  Cependant, il arrive parfois que l’ensemble des musiciens accélère ou ralentisse, de manière volontaire ou non. Cela peut être drôle, voire très sympathique, sauf si bien sûr un ralentissement excessif devait poser un  problème technique aux musiciens se considérant de niveau supérieur.
- Une idée directrice est de chercher à jouer ensemble. Trop rare, trop vite, trop lent, tonalité non standard, version alambiquée… diminuent le partage.  Le partage est en effet le but de ces moments; plus que le partage culturel trop limitatif, il s’agit de partage humain. Les idées directrices générales étant : bienveillance et bon moment partagé.
- Il y a en général un meneur pour le set en cours. Il a commencé, a choisi une vitesse et il est supposé proposer les airs suivants. Donc on l'écoute et on s'adapte.
- Après avoir proposé un air rare, suivre avec une(des) mélodie(s) populaire(s) montre aux convives combien on a envie de jouer ensemble. C'est une douce et sympathique attention.
- On cherche à finir un air commencé, quitte à se tromper - un peu - mais toujours en rythme. Il peut même arriver de se tromper au niveau du rythme; cela arrive, même aux musiciens se considérant de niveau supérieur; ce n’est vraiment pas grave.
- Une session est un lieu de transmission. Cela guide les choix pour l'augmenter un peu.
- S'il y a plusieurs bodhrans ou guitares, les musiciens vont chercher l'alternance : laisser de la place aux autres. De temps en temps, ne pas jouer du tout. Une certaine discrétion : pas de jeux trop forts. L'idée n'est pas d'être sur un ring en compétition.  Cependant, plus que l’alternance, les musiciens en question peuvent essayer de jouer ensemble, de varier ensemble. Cela leur est beaucoup plus difficile que pour les mélodistes. Les mélodistes, quant à eux, auront la délicate attention de parfois ne pas jouer du tout et d’observer les instruments qu’ils accompagnent de leurs mélodies; ils comprendront ainsi, plus que la musique traditionnelle, ce qu’il est convenu d’appeler la musique.
- On évite de lancer trop d'airs lents en session.
- C'est une musique vivante, pas écrite. La mélodie qui fait foi est celle jouée par celui qui propose l'air. Si la version jouée est trop distante de celle qu'on connaît, on a la délicatesse de ne plus jouer. On écoute, on s'adapte.  Si vous proposez une version apprise d’après partition, celle-ci reste bien entendu vivante, l’écriture étant un mode de transmission aussi valable que la transmission orale.
- Il est délicat de tracer une ligne entre des versions d'air magnifiques mais rares, et leurs versions plus simples mais plus partageables et transmissibles.
- Jouer du bodhran s'apprend. Ça ne s'improvise pas. Il en va de même de tous les instruments pouvant être présents : trombone, guitare, violon, flûte, spoons, etc …
- Une session n'est pas un concert ni une performance : pas de place pour le petit trio de passage - certainement très bon - et son répertoire - super - de concert, qui monopolise l'espace et le temps.  Cependant, si le petit trio veut bien partager quelques morceaux de son répertoire, sans bien entendu monopoliser trop de temps, la bienveillance voudra qu’on écoute et apprécie quelques arrangements, quelle qu’en soit la qualité. On lui fera de la place, c'est certain.
- Une participation régulière à une session permet d'apprendre de temps en temps les airs des autres. On ne fait pas qu'amener son propre matériel, mais on adopte aussi celui des autres.
- On s'accorde sur les instruments non accordables (accordéons, concertinas) et pas sur un accordeur électronique.  Cependant, les instruments non accordables étant souvent accordés à des fréquences différentes, l’usage d’accordeurs électroniques permettra un accordage moyen convenable.
- Rien ne sert d'être en accord absolu si on est pas accordé sur les instruments non accordables, sauf si l’accordage moyen est visé. Il est possible, dans le cas de la présence d’un unique instrument non accordable ou de la présence de deux ou plusieurs instruments non accordables à l’accordage identique, de calibrer l’accordeur électronique afin de l’utiliser pour l’accordage des instruments accordables.
- Le bodhran ne cherche pas à être au-dessus du groupe, mais avec.
- La guitare aussi.
- La flûte aussi.
- Le violon aussi.
- L’accordéon aussi.
- Les spoons aussi.
- Le trombone à coulisse éventuel également.
- On cultive un répertoire irlandais. Partir sur d'autres répertoires - merveilleux - est bien mais exclut les personnes qui se déplacent pour faire de la musique irlandaise, pour autant que ces dernières ne puissent pas s’adapter quelque peu et parfois à d’autres répertoires. Cependant, quelques incursions occasionnelles sur d’autres répertoires, proches ou lointains, cultivent avec bonheur la bienveillance et permettent un apport d’oxygène musical souvent bienvenu. « On » veillera en particulier à proposer à un musicien pratiquant d’autres musiques à nous jouer un petit air de cet autre répertoire, dans un esprit d’ouverture bienveillante, et « on » essaiera de l’accompagner, souvent avec bonheur.
- Des tonalités rares sont belles mais excluent les concertinas, les whistles, les flûtes non chromatiques, les pipes, les accordéons diatoniques.
- Un bodhran ne joue pas forcément sur chaque set, sauf s’il le désire, bien entendu (le musicien, pas le bodhran).
- L'habitude est plutôt à l'unisson. Les voix scabreuses obscurcissent plutôt qu'embellissent. Elles entravent l'écoute attentive des mélodies et la transmission.  Cependant, une belle tierce, bien placée, saura mettre en valeur une belle mélodie et donnera une envie de transmission accrue et bienveillante.
- On évite de discuter quand d'autres jouent. En effet les musiciens se concentrent sur leur jeu ou encore l'écoute. Le fameux "calme" entre les sets permet justement de parler sereinement. Par ailleurs, en cas d’envie pressante de discuter, il est possible de reculer son siège de quelques centimètres pour ainsi passer dans la zone « public », zone où règne également la bienveillance.
- Le passage à l'air suivant est coordonné par celui qui a lancé le set : un coup d'œil silencieux de sa part est l'indicateur. Sans indications, probablement on répète l'air. Il arrive parfois que le signal se fasse par un mouvement de pied, voire par un léger cri qui, par essence, sera moins silencieux que le coup d’oeil.
- On évite de jouer deux fois le même air lors d'une session.
- Les bodhrans ou les bones sont les instruments de percussion. Ne tapez pas sur le corps de votre guitare, ou votre cuisse, ou la caisse de votre harpe, ou sur la table, ou ailleurs : cela couvrirait la mélodie. Cependant, si vous êtes capable, sur le corps de votre guitare, ou votre cuisse, ou la caisse de votre harpe, ou sur la table, ou ailleurs, de jouer ce que vous joueriez sur un bodhran ou sur des bones, sentez-vous libre. Il a existé d’excellents joueurs de caisse de guitare, par exemple Rodrigo et Gabriella qui, même s’il s’agissait d’un autre répertoire, ont transformé ces instruments en instruments à percussion. Gageons qu’un musicien oeuvrant dans le folk-trad irlandais saura, par exemple par un disque ou lors de concert, donner une acceptation générale à cet art, comme ce fut le cas pour l’introduction du bouzouki ou de la mandoline.
- Si vous ne connaissez pas un air, vous ne pourrez pas l'improviser et encore moins improviser dessus. N'essayez pas d'improviser svp [??]. Ce n'est pas un bœuf, ou un bœuf de jazz, ni une jam. Souvenez-vous que transmission se fait par l'écoute : Une improvisation n'apporte rien et ruine l'écoute.  Cependant, une improvisation mettant en valeur l’air principal saura, souvent, accentuer le plaisir et ainsi augmenter le désir de transmission. Elle montrera également l’esprit d’ouverture aux musiques improvisées et au monde, à la mixité musicale. Les plus beaux airs de la musique irlandaise, ainsi que les autres, ont tous été à la base des improvisations.
- Prenez note ou enregistrez et apprenez à la maison. Les musiciens se feront probablement un plaisir de vous donner les références. Quoi que…
- On ne se souvient pas forcément du nom des airs.
- On cherche à faire vivre aussi les autres formes d'airs : polka, marche, slide, hornpipe, barndance, highland, fling, set danse… en sus des jig et reel.
- Arrivé tardivement, on demande aux autres si l'air que l'on a envie de proposer a déjà été joué. Si oui, on en trouve un autre. Si malgré tout on veut jouer tel air déjà joué, on arrive à l'heure.  Cependant, si on n’est pas arrivé à l’heure et qu’on souhaite tout de même jouer cet air, pour une raison ou une autre, on s’excuse préalablement puis on joue l’air. Evidemment, au bout du dixième air, les participants à la session vont sourire avec bienveillance.
- En session amenez un enregistreur.
- Prenez place dans la sessions seulement si vous allez jouer effectivement.  Cependant, il peut arriver que vous preniez place et que, pour une raison ou une autre vous ne puissiez ou ne vouliez pas jouer. Ce n’est pas grave, personne ne vous en tiendra grief. Il y a, souvent, assez de place pour les conjoints, amis et connaissances des participants. Il y aura de la place pour vous.
- Nouveau venu dans une session experte, ne prenez pas place dans le cercle intérieur. Il s'ouvrira souvent aux musiciens habituels ou respectés. Vous ne pouvez vous attendre à cela pour vous. C'est normal et non agressif.  Cela dit, vous êtes dans un endroit public et vous pouvez naturellement vous asseoir où vous le voulez, quel que soit le niveau proclamé de la rencontre musicale. L’oreille humaine, merveilleuse, permet la perception dans toutes les directions. Les musiciens « experts », par leur ouverture d’esprit, sauront vous accueillir dans leur proximité circulaire, en particulier si vous êtes débutant. Ensuite, votre niveau évoluant, vous pourrez vous éloigner du centre avec bonheur.
- Dans une session modeste, étaler ostensiblement sa science d'expert est une outrecuidance. Vous avez appris tel morceau en 1984 à Croolin, avec John B. Crurke Jr. ? Cela n’intéresse que vous et ne fait nullement de vous un expert.
- Demandez la permission de toucher un instrument qui ne vous appartient pas.
- En général les airs sont joués 3 fois chacun. Mais c'est variable selon les régions et le moment. De 2 à 5 ou 6… Votre approche discrète, patiente, de la session, vous permet justement de voir quelle est l'habitude. Augmenter le nombre permet une meilleure transmission.